# جون هنري بوين
جون هنري بوين (بالإنجليزية: John Henry Bowen)‏ هو محامي وسياسي أمريكي، ولد في 1 سبتمبر 1780 في مقاطعة واشنغطون في الولايات المتحدة، وتوفي في 25 سبتمبر 1822 في غالاتين في الولايات المتحدة. حزبياً، نشط في الحزب الجمهوري الديمقراطي. وقد انتخب عضو مجلس النواب الأمريكي.